# Gia Minh (xã)
Gia Minh là một xã miền núi nằm ở tây nam huyện Gia Viễn, tỉnh Ninh Bình, Việt Nam.

## Địa lý
Xã Gia Minh nằm ở tây nam huyện Gia Viễn, cách trung tâm thành phố Ninh Bình 23 km, có vị trí địa lý:
- Phía đông giáp xã Gia Lạc
- Phía nam giáp xã Gia Phong và huyện Nho Quan
- Phía tây giáp huyện Nho Quan
- Phía bắc giáp Nho Quan và xã Gia Thịnh.

Xã Gia Minh có diện tích là 6,82 km², dân số năm 2019 là 2.763 người, mật độ dân số đạt 405 người/km².
Đây là một xã nằm bên sông Hoàng Long.

## Hành chính
Xã Gia Minh có 2 thôn được chia thành 6 xóm:
- Thôn Chỉnh Đốn có 3 xóm: Trần Phú, An Ninh, Hòa Bình.
- Thôn Trà Đính có 3 xóm: Thượng, Hạ, Đồng Bái.